# Vanessa Morgan
Vanessa Morgan Mziray (Ottawa, 1992. március 23. –) kanadai színésznő.
Legismertebb alakítása Sarah a 2011–2012 között futott Vámpírunk, a gyerekcsősz című sorozatban. 2017-től 2023-ig a Riverdale című sorozatban szerepelt.

## Fiatalkora
Ottawában született. Édesanyja skót, édesapja tanzániai származású.
Hatévesen kezdett el énekelni. 1999-ben egy hollywoodi ügynök ösztöndíjat ajánlott neki egy hollywoodi színészakadémián. Ugyanebben az évben megnyerte a Junior Miss America versenyt. 2000-ben az afrikai-amerikai énekversenyen első helyezést ért el. Az Ottawa Atlétikai Klub NTA teniszprogramjának tagja volt.
2010-ben végzett a Colonel Középiskolában. A Queen's University-n filozófiát tanult.

## Pályafutása
Első komolyabb szerepe a 2010-es Disney Channel-es Harriet, a kém: Blogháborúk című filmben volt. A következő évben Sarah szerepét kapta meg a Vámpírunk, a gyerekcsősz című televíziós horrorfilm-vígjátékban, valamint az azonos című televíziós sorozatban. Feltűnt a Bájos törtető (2011) című filmben, ezt a Zsenipalánták című sorozat második évadjának mellékszerepe követte. 2013-ban két rész erejéig A Degrassi gimi című sorozat szereplője volt.
2017-ben a Shannara – A jövő krónikája című fantasy-drámasorozat főszereplője lett, majd a Riverdale szereplőgárdájának tagja lett, egészen 2023-ig.
A The Amazing Race Canada című versenyben a nővérével együtt harmadik helyezett lett.

## Magánélete
2019. július 3-án jegyezte el Michael Kopech profi baseball-játékos. 2020. január 4-én házasodtak össze. 2020. június 19-én Kopech beadta a válókeresetet. 2020. július 24-én Morgan bejelentette terhességét.

## Filmográfia

### Film
| Év   | Magyar cím                | Eredeti cím                   | Szerep          | Magyar hang   |
| ---- | ------------------------- | ----------------------------- | --------------- | ------------- |
| 2010 | Frankie és Alice          | Frankie & Alice               | 16 éves Frankie | Pekár Adrienn |
| 2011 | Bájos törtető             | Geek Charming                 | Hannah Mornell  |               |
| 2014 |                           | The Night Session (rövidfilm) | Brittany        |               |
| 2018 |                           | Pimp                          | Destiny         |               |
| 2022 | Margaux, a gyilkos otthon | Margaux                       | Lexi            | Csifó Dorina  |

### Televízió
| Év        | Magyar cím                  | Eredeti cím                   | Szerep                               | Megjegyzés                                          |
| --------- | --------------------------- | ----------------------------- | ------------------------------------ | --------------------------------------------------- |
| 2000      | A díva karácsonyi éneke     | A Diva's Christmas Carol      | Ebony fiatalon                       | tévéfilm                                            |
| 2007–2010 | Aktuális csízió             | The Latest Buzz               | Amanda Pierce                        | - főszereplő - magyar hangja: - Berkes Boglárka     |
| 2010      | Harriet, a kém: Blogháborúk | Harriet the Spy: Blog Wars    | Marion Hawthorne                     | - tévéfilm - magyar hangja: - Bogdányi Titanilla    |
| 2010      | Vámpírunk, a gyerekcsősz    | My Babysitter's a Vampire     | Sarah                                | - tévéfilm - magyar hangja: - Andrádi Zsanett       |
| 2011–2012 | Vámpírunk, a gyerekcsősz    | My Babysitter's a Vampire     | Sarah                                | - főszereplő - magyar hangja: - Andrádi Zsanett     |
| 2012      | Zsenipalánták               | A.N.T. Farm                   | Jeanne Gossamer / Vanessa LaFontaine | 4 epizód                                            |
| 2013      | A Degrassi gimi             | Degrassi: The Next Generation | Vanessa                              | 2 epizód                                            |
| 2013      |                             | Saving Hope                   | Ricki Wilkins                        | 1 epizód                                            |
| 2013      |                             | The Amazing Race Canada       | önmaga                               | versenyző (3. hely)                                 |
| 2014      |                             | Guilty at 17                  | Leigh                                |                                                     |
| 2014–2015 | Carter nyomában             | Finding Carter                | Beatrix "Bird" Castro                | mellékszereplő                                      |
| 2015      |                             | Some Assembly Required        | Jazlyn Sims                          | 1 epizód                                            |
| 2017      | Shannara – A jövő krónikája | The Shannara Chronicles       | Lyria                                | főszereplő (2. évad)                                |
| 2017–2023 | Riverdale                   | Riverdale                     | Toni Topaz                           | - mellékszereplő (2. évad) - főszereplő (3–7. évad) |
| 2019      | Playback párbaj             | Lip Sync Battle               | önmaga                               | 1 epizód                                            |
| 2024–     |                             | Wild Cards                    | Max Mitchell                         | főszereplő                                          |